# Ťung
Ťung (rusky Тюнг, jakutsky Түҥ) je řeka v Jakutské republice v Rusku. Je 1 092 km dlouhá. Povodí má rozlohu 49 800 km².

## Průběh toku
Pramení na Středosibiřské vysočině a teče přes Středojakutskou rovinu místy v členitém korytě. Ústí zleva do Viljuje (povodí Leny).

### Přítoky
- zleva – Čimidikjan, Džippa

## Vodní režim
Zdrojem vody jsou sněhové a dešťové srážky. Průměrný roční průtok vody činí 180 m³/s. Zamrzá v říjnu a rozmrzá ve druhé polovině května až na začátku června.